# Llista d'asteroides/212801-212900
| Nom      | Designació provisional | Data de descobriment   | Lloc de descobriment | Descobridor/s       |
| -------- | ---------------------- | ---------------------- | -------------------- | ------------------- |
| 212801 - | 2007 TR299             | 12 d'octubre de 2007   | Kitt Peak            | Spacewatch          |
| 212802 - | 2007 TZ315             | 12 d'octubre de 2007   | Kitt Peak            | Spacewatch          |
| 212803 - | 2007 TS317             | 12 d'octubre de 2007   | Kitt Peak            | Spacewatch          |
| 212804 - | 2007 TY358             | 14 d'octubre de 2007   | Kitt Peak            | Spacewatch          |
| 212805 - | 2007 TU361             | 14 d'octubre de 2007   | Mount Lemmon         | Mount Lemmon Survey |
| 212806 - | 2007 TK362             | 14 d'octubre de 2007   | Mount Lemmon         | Mount Lemmon Survey |
| 212807 - | 2007 TR366             | 9 d'octubre de 2007    | Kitt Peak            | Spacewatch          |
| 212808 - | 2007 TK368             | 10 d'octubre de 2007   | Catalina             | CSS                 |
| 212809 - | 2007 TW379             | 14 d'octubre de 2007   | Kitt Peak            | Spacewatch          |
| 212810 - | 2007 TK380             | 14 d'octubre de 2007   | Kitt Peak            | Spacewatch          |
| 212811 - | 2007 TE388             | 13 d'octubre de 2007   | Mount Lemmon         | Mount Lemmon Survey |
| 212812 - | 2007 TX391             | 15 d'octubre de 2007   | Catalina             | CSS                 |
| 212813 - | 2007 TH392             | 15 d'octubre de 2007   | Catalina             | CSS                 |
| 212814 - | 2007 TC400             | 15 d'octubre de 2007   | Kitt Peak            | Spacewatch          |
| 212815 - | 2007 TF430             | 13 d'octubre de 2007   | Kitt Peak            | Spacewatch          |
| 212816 - | 2007 TM436             | 7 d'octubre de 2007    | Anderson Mesa        | LONEOS              |
| 212817 - | 2007 UH1               | 16 d'octubre de 2007   | Bisei SG Center      | BATTeRS             |
| 212818 - | 2007 UN1               | 16 d'octubre de 2007   | Bisei SG Center      | BATTeRS             |
| 212819 - | 2007 UJ2               | 18 d'octubre de 2007   | RAS                  | A. Lowe             |
| 212820 - | 2007 UJ14              | 16 d'octubre de 2007   | Kitt Peak            | Spacewatch          |
| 212821 - | 2007 UV15              | 18 d'octubre de 2007   | Mount Lemmon         | Mount Lemmon Survey |
| 212822 - | 2007 UU17              | 18 d'octubre de 2007   | Kitt Peak            | Spacewatch          |
| 212823 - | 2007 UW19              | 18 d'octubre de 2007   | Mount Lemmon         | Mount Lemmon Survey |
| 212824 - | 2007 UL25              | 16 d'octubre de 2007   | Kitt Peak            | Spacewatch          |
| 212825 - | 2007 UV25              | 16 d'octubre de 2007   | Kitt Peak            | Spacewatch          |
| 212826 - | 2007 UZ31              | 19 d'octubre de 2007   | Anderson Mesa        | LONEOS              |
| 212827 - | 2007 UT33              | 16 d'octubre de 2007   | Catalina             | CSS                 |
| 212828 - | 2007 UP47              | 19 d'octubre de 2007   | Anderson Mesa        | LONEOS              |
| 212829 - | 2007 UE50              | 24 d'octubre de 2007   | Mount Lemmon         | Mount Lemmon Survey |
| 212830 - | 2007 UC55              | 30 d'octubre de 2007   | Kitt Peak            | Spacewatch          |
| 212831 - | 2007 UK64              | 30 d'octubre de 2007   | Catalina             | CSS                 |
| 212832 - | 2007 UX66              | 30 d'octubre de 2007   | Kitt Peak            | Spacewatch          |
| 212833 - | 2007 UO67              | 30 d'octubre de 2007   | Mount Lemmon         | Mount Lemmon Survey |
| 212834 - | 2007 UO71              | 30 d'octubre de 2007   | Catalina             | CSS                 |
| 212835 - | 2007 UX71              | 31 d'octubre de 2007   | Kitt Peak            | Spacewatch          |
| 212836 - | 2007 UN83              | 30 d'octubre de 2007   | Kitt Peak            | Spacewatch          |
| 212837 - | 2007 UQ84              | 30 d'octubre de 2007   | Kitt Peak            | Spacewatch          |
| 212838 - | 2007 UX84              | 30 d'octubre de 2007   | Kitt Peak            | Spacewatch          |
| 212839 - | 2007 UR85              | 30 d'octubre de 2007   | Kitt Peak            | Spacewatch          |
| 212840 - | 2007 UU91              | 30 d'octubre de 2007   | Mount Lemmon         | Mount Lemmon Survey |
| 212841 - | 2007 UV98              | 30 d'octubre de 2007   | Kitt Peak            | Spacewatch          |
| 212842 - | 2007 UH104             | 30 d'octubre de 2007   | Kitt Peak            | Spacewatch          |
| 212843 - | 2007 UV112             | 30 d'octubre de 2007   | Mount Lemmon         | Mount Lemmon Survey |
| 212844 - | 2007 UU121             | 30 d'octubre de 2007   | Kitt Peak            | Spacewatch          |
| 212845 - | 2007 VD2               | 2 de novembre de 2007  | Socorro              | LINEAR              |
| 212846 - | 2007 VP7               | 3 de novembre de 2007  | Junk Bond            | D. Healy            |
| 212847 - | 2007 VD19              | 1 de novembre de 2007  | Mount Lemmon         | Mount Lemmon Survey |
| 212848 - | 2007 VW34              | 3 de novembre de 2007  | 7300 Observatory     | W. K. Y. Yeung      |
| 212849 - | 2007 VJ36              | 2 de novembre de 2007  | Mount Lemmon         | Mount Lemmon Survey |
| 212850 - | 2007 VL54              | 1 de novembre de 2007  | Kitt Peak            | Spacewatch          |
| 212851 - | 2007 VN60              | 1 de novembre de 2007  | Kitt Peak            | Spacewatch          |
| 212852 - | 2007 VM63              | 1 de novembre de 2007  | Kitt Peak            | Spacewatch          |
| 212853 - | 2007 VS63              | 1 de novembre de 2007  | Kitt Peak            | Spacewatch          |
| 212854 - | 2007 VU72              | 1 de novembre de 2007  | Kitt Peak            | Spacewatch          |
| 212855 - | 2007 VW72              | 1 de novembre de 2007  | Kitt Peak            | Spacewatch          |
| 212856 - | 2007 VX73              | 3 de novembre de 2007  | Kitt Peak            | Spacewatch          |
| 212857 - | 2007 VK84              | 5 de novembre de 2007  | Catalina             | CSS                 |
| 212858 - | 2007 VM85              | 2 de novembre de 2007  | Socorro              | LINEAR              |
| 212859 - | 2007 VQ91              | 7 de novembre de 2007  | Bisei SG Center      | BATTeRS             |
| 212860 - | 2007 VJ105             | 3 de novembre de 2007  | Kitt Peak            | Spacewatch          |
| 212861 - | 2007 VZ106             | 3 de novembre de 2007  | Kitt Peak            | Spacewatch          |
| 212862 - | 2007 VF111             | 3 de novembre de 2007  | Kitt Peak            | Spacewatch          |
| 212863 - | 2007 VN114             | 3 de novembre de 2007  | Kitt Peak            | Spacewatch          |
| 212864 - | 2007 VN115             | 3 de novembre de 2007  | Kitt Peak            | Spacewatch          |
| 212865 - | 2007 VX119             | 5 de novembre de 2007  | Kitt Peak            | Spacewatch          |
| 212866 - | 2007 VL123             | 5 de novembre de 2007  | Mount Lemmon         | Mount Lemmon Survey |
| 212867 - | 2007 VL127             | 1 de novembre de 2007  | Mount Lemmon         | Mount Lemmon Survey |
| 212868 - | 2007 VB143             | 4 de novembre de 2007  | Kitt Peak            | Spacewatch          |
| 212869 - | 2007 VW152             | 2 de novembre de 2007  | Kitt Peak            | Spacewatch          |
| 212870 - | 2007 VX166             | 5 de novembre de 2007  | Mount Lemmon         | Mount Lemmon Survey |
| 212871 - | 2007 VG169             | 5 de novembre de 2007  | Kitt Peak            | Spacewatch          |
| 212872 - | 2007 VT173             | 2 de novembre de 2007  | Catalina             | CSS                 |
| 212873 - | 2007 VP184             | 6 de novembre de 2007  | Marly                | P. Kocher           |
| 212874 - | 2007 VC185             | 12 de novembre de 2007 | Bisei SG Center      | BATTeRS             |
| 212875 - | 2007 VM188             | 7 de novembre de 2007  | Socorro              | LINEAR              |
| 212876 - | 2007 VD219             | 9 de novembre de 2007  | Kitt Peak            | Spacewatch          |
| 212877 - | 2007 VB229             | 7 de novembre de 2007  | Kitt Peak            | Spacewatch          |
| 212878 - | 2007 VA230             | 7 de novembre de 2007  | Kitt Peak            | Spacewatch          |
| 212879 - | 2007 VH230             | 7 de novembre de 2007  | Kitt Peak            | Spacewatch          |
| 212880 - | 2007 VK232             | 7 de novembre de 2007  | Kitt Peak            | Spacewatch          |
| 212881 - | 2007 VC235             | 9 de novembre de 2007  | Kitt Peak            | Spacewatch          |
| 212882 - | 2007 VT238             | 13 de novembre de 2007 | Kitt Peak            | Spacewatch          |
| 212883 - | 2007 VV241             | 12 de novembre de 2007 | Catalina             | CSS                 |
| 212884 - | 2007 VD252             | 12 de novembre de 2007 | Mount Lemmon         | Mount Lemmon Survey |
| 212885 - | 2007 VP253             | 14 de novembre de 2007 | Anderson Mesa        | LONEOS              |
| 212886 - | 2007 VC270             | 15 de novembre de 2007 | Socorro              | LINEAR              |
| 212887 - | 2007 VV272             | 11 de novembre de 2007 | Catalina             | CSS                 |
| 212888 - | 2007 VU284             | 14 de novembre de 2007 | Kitt Peak            | Spacewatch          |
| 212889 - | 2007 VK286             | 14 de novembre de 2007 | Kitt Peak            | Spacewatch          |
| 212890 - | 2007 VE287             | 15 de novembre de 2007 | Anderson Mesa        | LONEOS              |
| 212891 - | 2007 VW290             | 14 de novembre de 2007 | Kitt Peak            | Spacewatch          |
| 212892 - | 2007 VV291             | 14 de novembre de 2007 | Kitt Peak            | Spacewatch          |
| 212893 - | 2007 VG293             | 15 de novembre de 2007 | Catalina             | CSS                 |
| 212894 - | 2007 VV306             | 2 de novembre de 2007  | Kitt Peak            | Spacewatch          |
| 212895 - | 2007 VS309             | 2 de novembre de 2007  | Kitt Peak            | Spacewatch          |
| 212896 - | 2007 WR                | 17 de novembre de 2007 | La Cañada            | J. Lacruz           |
| 212897 - | 2007 WE4               | 18 de novembre de 2007 | Socorro              | LINEAR              |
| 212898 - | 2007 WT5               | 17 de novembre de 2007 | Socorro              | LINEAR              |
| 212899 - | 2007 WH11              | 17 de novembre de 2007 | Catalina             | CSS                 |
| 212900 - | 2007 WH18              | 18 de novembre de 2007 | Mount Lemmon         | Mount Lemmon Survey |